# Принцесса Дэйзи (фильм)
«Принцесса Дэйзи» (англ. Princess Daisy) — телефильм. Экранизация произведения, автор которого — Джудит Кранц.

## Сюжет
В семье русского князя Александра и голливудской суперзвезды Франчески родились две прелестные дочери-двойняшки Дэйзи и Дани. Казалось, девочек ждёт прекрасное будущее, но судьба распорядилась иначе.
Оставшись в 16 лет круглой сиротой, Дэйзи приезжает в Америку без гроша в кармане. Умная и красивая девушка делает блестящую карьеру — становится самой богатой и самой знаменитой фотомоделью.

## В ролях
- Мэрит Ван Камп — Дэйзи и Дэни Валенски
- Линдси Вагнер — Франческа Валенски
- Стейси Кич — Принц Александр «Сташ» Валенски
- Клаудия Кардинале — Анабель де Фордемон Валенски
- Роберт Урич — Патрик Шеннон
- Пол Майкл Глейзер — Фред Норт
- Рупер Эверетт — Рэм Валенски
- Ринго Старр — Робин Валериан
- Рэйчел и Мелисса Дэннис — молодые Дэйзи и Дэни